# Joaquim Aubí i Casals
Joaquim Aubí i Casals, conegut com «el Gordo», va ser un treballador del ram del vidre i anarquista actiu la primera meitat de segle xx, un dels revolucionaris incontrolats durant la Guerra Civil a la ciutat de Badalona i el Maresme.
Fill de Pau Aubí i Mateu i de Victòria Casals i Ribera, originaris del Masroig (Priorat). Durant la Segona República va ser un actiu tertulià del Teatre Còmic del Paral·lel, membre d'una banda d'atracadors de banc, entre altres va assaltar una entitat d'estalvi de Mataró, i va actuar tant com a militant en actes a favor de l'amnistia de presos que com a sicari que acceptava assassinats per encàrrecs, executava empresaris o feia complir les seves venjances personals. A més, va tenir una participació destacada en el tiroteig que hi va haver l'1 de maig de 1931 a la plaça de Sant Jaume de Barcelona, amb motiu d'una manifestació anarquista que va tenir lloc després del míting commemoratiu de la festa dels treballadors.
Quan va esclatar la Guerra Civil el 1936 tenia una extensa llista de càrrecs penals per robatoris i falsificació de moneda. Va ser a l'estiu d'aquell en què es va afiliar a la FAI es va integrar en una patrulla, amb la que va sembrar el terror per tot el Maresme. De fet, es va convertir en un dels protagonistes de la repressió incontrolada dels primers mesos a Badalona, i va ser acusat de ser el principal responsable de la matança de la Cartoixa de Montalegre, a Tiana. Va ser denunciat pel seus propis companys per atracar bancs adduint finalitats polítiques com a excusa. Durant els fets de maig de 1937 va participar en el cop de força del PSUC i va denunciar als seus antics companys i als suposats provocadors trotskistes.
Acabada la guerra, el 1939 es va exiliar i va anar a parar a Cuba, i allí va ser expulsat de la CNT, acusat d'actuar al servei de la policia de Fulgencio Batista i la CIA. Tot i que va ser empresonat per Fidel Castro, va morir de vell a Miami.